# Crapules de bas étage en manteau jaune
Crapules de bas étage en manteau jaune (titre original : Low Men in Yellow Coats) est un roman court de Stephen King paru dans le recueil Cœurs perdus en Atlantide en 1999.

## Résumé
En 1960, à Harwich dans le Connecticut, Bobby Garfield, onze ans, est un enfant solitaire et éveillé qui grandit dans l'ombre de son père défunt et d'une mère autoritaire et excessive. Il passe son temps libre avec ses deux meilleurs amis, Carol Gerber et Sully-John. Tout bascule le jour où un nouveau locataire, Ted Brautigan, emménage dans l'appartement du dessus. Après que le vieil homme et l'enfant, réunis par leur passion commune de la littérature, se sont liés d'amitié, Ted, qui semble posséder d'extraordinaires facultés psychiques, révèle à Bobby qu'il est poursuivi par de mystérieux individus en manteaux jaunes. Il demande à Bobby d'ouvrir l'œil pour lui en lui signalant toute activité étrange. Bobby commence peu après à repérer certains signes étranges mais ne dit rien à Ted de peur que celui-ci ne quitte la ville. Carol est agressée par trois garçons plus âgés et a l'épaule déboîtée. Ted la lui remet en place quand Liz, la mère de Bobby, arrive sur ces entrefaites dans un piteux état et pense que Ted veut abuser de Carol. Ted parvient finalement à calmer Liz, folle furieuse, en lui disant, grâce à ses facultés psychiques, ce qui lui est arrivé à elle (son patron a tenté de la violer).
Ted, se sentant menacé, s'apprête à quitter la ville et décide de faire un dernier pari chez le bookmaker afin de réunir suffisamment d'argent. Mais Bobby découvre que sa mère a dénoncé Ted aux hommes en manteaux jaunes et part le prévenir. Il parvient à le retrouver mais les hommes en manteaux jaunes arrivent à ce moment-là et menacent de l'emmener avec eux.  Ted arrive à les en dissuader en promettant d'être plus coopératif et disparaît avec eux. Bobby, qui a perdu toute l'innocence de son enfance, se venge de l'un des agresseurs de Carol en le rossant avec sa batte de baseball et déménage peu après, promettant à Carol qu'ils resteront en contact. Mais Bobby accumule les ennuis avec la police et perd peu à peu le lien avec elle jusqu'à ce que, cinq ans plus tard, il reçoive une lettre de Carol contenant un message de Ted, des pétales de rose. Bobby comprend alors que Ted a de nouveau échappé aux hommes en manteau jaune et décide de se réconcilier avec sa mère et de regagner le droit chemin.